# سلطان القنيدي
سلطان محمد عويّض القنيدي الجهني باحث وشاعر سعودي, ولد في العلا عام 1409هـ (1989م). نشأ في أسرة كريمة تزخر بالعلم والمعرفة والشعر, وحاصل على درجة الدكتوراه في البلاغة والنقد من جامعة القصيم, أحيا الكثير من الأمسيات الشعرية داخل المملكة وخارجها, وأحيا أصبوحة شعرية في جامعة طيبة. وله اهتمام في اللغة العربية من أدب وبلاغة ونقد, وإسهام فاعل في العديد من المناشط التربوية والثقافية.

## التعليم
تلقى تعليمه العام بمراحله الثلاث في مدارس محافظة العلا, ثم حصل على درجة البكالوريوس في اللغة العربية من جامعة طيبة, ثم درجة الدبلوم العالي في التربية من جامعة طيبة, ثم درجة الماجستير في البلاغة والنقد من جامعة تبوك, ثم درجة الدكتوراه في البلاغة والنقد من جامعة القصيم.

## العمل
يعمل مشرفًا تربويًّا في إدارة تعليم محافظة العلا.

## النشاط الأدبي
- كتابة أوبريت (سارعي يا بلادي) ضمن برامج احتفاء إدارة تعليم العلا باليوم الوطني السابع والثمانين، وقد عرض على مسرح إدارة التعليم.[4]
- حلَّ ضيفًا على برنامج (قرم النفود)، وقد عرض على شاشة قناة SBC السعودية، وشاشة القناة السعودية الأولى.[5]
- نشرت له الصحف والمجلات عددًا من القصائد.[6]
- المشاركة بقصائد شعرية في العديد من المناسبات الوطنية وغيرها,.[7][8][9][10]
- أحيا عددًا من الأمسيات الشعرية في المناسبات العامة والخاصة,.[11][12][13][14]
- نشرت له مجموعة من المقالات.[15]
- الحصول على المركز الثالث بقصيدة فصحى في مسابقة "أبطال الصحة" نادي تبوك الأدبي.[16]
- الحصول على درجة التميُّز في منتج "الرسالة الإيجابية المؤثرة" لمسابقة "مدرستي" الرقمية.[17]

## النتاج العلمي
- الأساليب الإنشائية الطلبية في ديوان الريحانة لمحمد بن علي العمري.
- حجاجية التشبيه في السور المكية: مقاربة بلاغية.[18]
- الأستاذ إبراهيم عبدالله القاضي: إضاءات من حياته ومسيرته.[19]

## العضويات واللجان
- عضو في العديد من اللجان في إدارة التعليم بمحافظة العلا.
- عضو مشارك في جمعية الأدب المهنية.
- عضو عامل في الجمعية العلمية السعودية للغة العربية.
- عضو منتسب في جمعية أدب الطفل وثقافته.
- عضو مؤسس في جمعية الشعر والشعراء.[20]

## وصلات خارجية
- ديوان الشاعر سلطان القنيدي في موقع الشعر
- ديوان الشاعر سلطان القنيدي في بوابة الشعر
- صفحة الشاعر سلطان القنيدي على تويتر
- اليوتيوب